# FREE SOUL 2001
『フリーソウル 2001』（FREE SOUL 2001）は1993年12月1日に発売されたピチカート・ファイヴ通算2作目のリミックス・アルバム。

## 解説
『ボサ・ノヴァ2001』『スーヴニール2001』『EXPO 2001』に続く1993年4枚目となる2001シリーズ最新作。
本作は先月にCDで発売されている『EXPO 2001』のアナログ版の位置付けであるが、『EXPO 2001』収録楽曲・未収録楽曲・収録楽曲であるがバージョンが異なる楽曲、3つに大きく分かれてまとめられている。

## 収録曲
SIDE　A
1. ピチカートマニア　0分35秒
  - remixed by：小西康陽
2. キャッチー（voltage unlimited catchy）　5分25秒
  - remixed by：テイ・トウワ
3. フラワー・ドラム・ソング（flower folk song）　3分15秒
  - remixed by：富家哲
4. サンキュー（playground mix）　4分57秒
  - remixed by：Chapter

SIDE　B
1. マジック・カーペット・ライド（jazz a delic full instrumental）　6分01秒
  - remixed by：jazz a delic
2. ピース・ミュージック（pease pottage mix）　8分40秒
  - remixed by：saint etienne

SIDE　C
1. ゴー・ゴー・ダンサー（telex backing track）　5分11秒
  - remixed by：telex
2. スウィート・ソウル・レヴュー（TURTLES IN THE NIGHT MIX）　6分34秒
  - remixed by：ayumi obinata

SIDE　D
1. フラワー・ドラム・ソング（the satoshi tomiie rotal interpretation）　6分24秒
  - remixed by：富家哲
2. キャッチー（bonus groove）　3分45秒
  - remixed by：テイ・トウワ
3. 万事快調 'TOUT VA BIEN' （banji-jump from corcovado）　3分28秒
  - remixed by：テイ・トウワ&富家哲